# Самовідтворювана машина

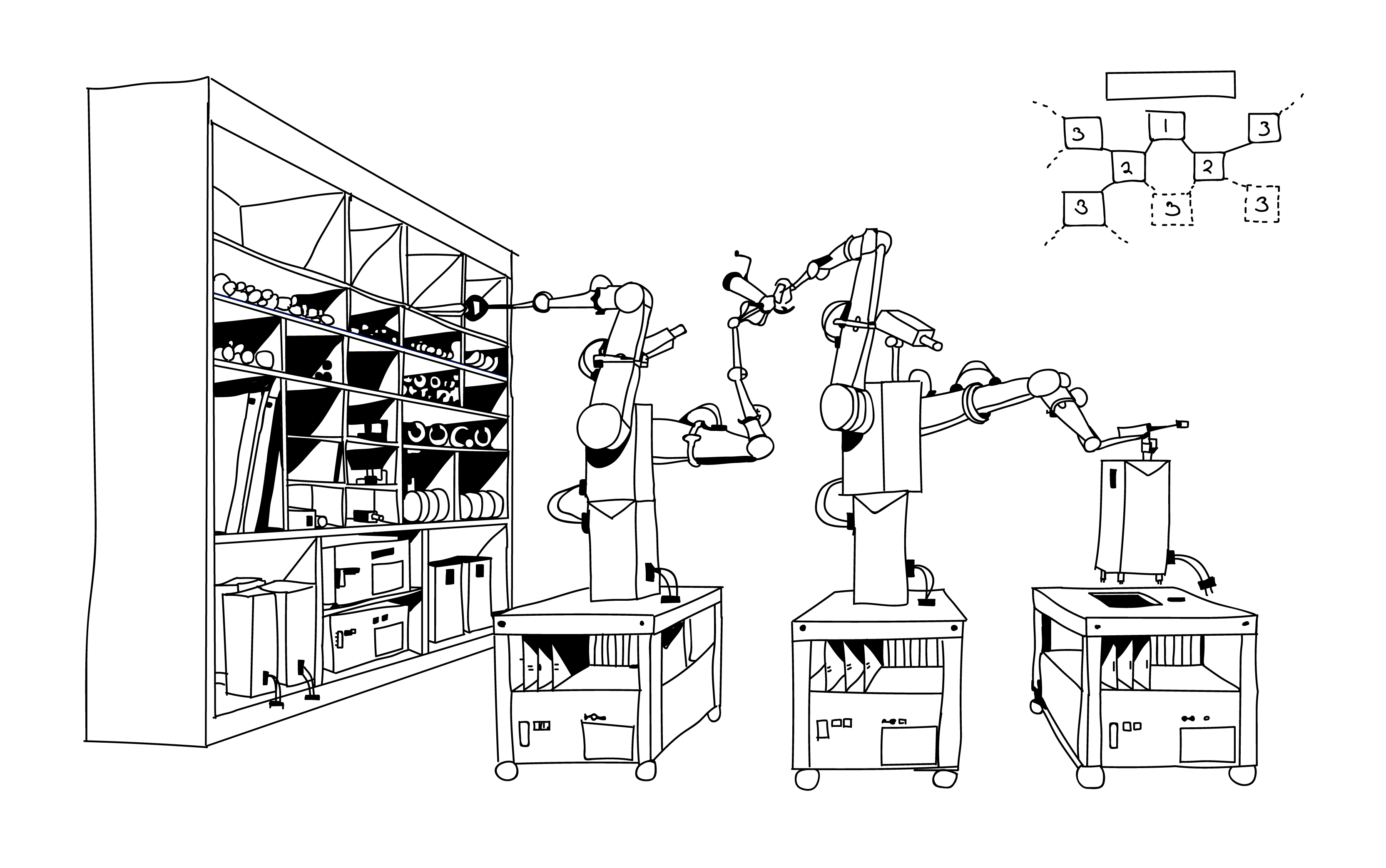
Художнє зображення самовідтворення машин.

Самовідтворювана машина (англ. Self-replicating machine) — особливий тип автономних роботів, що здатні відтворювати себе самостійно, використовуючи сировину із довкілля, таким чином уподібнюючись до природного процесу самовідтворення.
Самовідтворюючі машини — це тип автономного робота, який здатний самостійно відтворювати себе, використовуючи сировину, знайдену в навколишньому середовищі, таким чином демонструючи самовідтворення способом, аналогічним тому, що зустрічається в природі. Концепція самовідтворювальних машин була висунута та розглянута Гомером Джекобсоном, Едвардом Ф. Муром, Фріменом Дайсоном, Джоном фон Нейманом, Конрадом Цузе, а останнім часом К. Еріком Дрекслером у його книзі про нанотехнології, (Машини творення: Прийдешня ера нанотехнології) і Роберт Фрейтас і Ральф Меркл у своєму огляді Кінематичні самовідтворювальні машини , який надав перший всебічний аналіз усього простору дизайну реплікатора. Майбутній розвиток такої технології є невід’ємною частиною кількох планів, які передбачають видобуток руди та інших матеріалів на супутниках і поясах астероїдів, створення місячних заводів і навіть будівництво супутників сонячної енергії в космосі. Зонд фон Неймана  є одним з теоретичних прикладів такої машини. Фон Нейман також працював над тим, що він назвав універсальним конструктором, самовідтворюваною машиною, яка могла б розвиватися і яку він формалізував у середовищі клітинних автоматів. Примітно, що схема самовідтворюваних автоматів фон Неймана стверджувала, що відкрита еволюція вимагає копіювання успадкованої інформації та передачі нащадкам окремо від самовідтворювальної машини, розуміння, яке передувало відкриттю структури молекули ДНК Вотсоном і Кріком. і як він окремо транслюється та реплікується в клітині.

## Концепт
Концепції самовідтворюваних машин висували і досліджували Гомер Якобсон, Едвард Мур, Фрімен Дайсон, Джон фон Нейман, Конрад Цузе, пізніше — Ерік Дрекслер у своїй книзі про нанотехнології «Машини творення» (англ. «Engines of Creation») (ввівши термін клацаючий реплікатор (англ. clanking replicator) для таких машин), Ральфом Мерклом у своєму дослідженні «Кінематичні самовідтворювані машини» (англ. Kinematic Self-Replicating Machines) в якому вперше було проведено комплексний аналіз усіх конструкцій реплікаторів.
Теоретичним прикладом такої машини є Самовідтворюваний космічний апарат. [⇨] Джон Нейман також працював над універсальним конструктором — самовідтворюваною машиною, яка могла б «еволюціонувати», і яку він формалізував у середовищі клітинних автоматів. Зокрема, схема самовідтворюваних автоматів фон Неймана стверджувала, що відкрита еволюція вимагає, щоб успадкована інформація копіювалася і передавалася нащадкам окремо від автомата. Ідея існувала до відкриття Джеймсом Вотсоном і Френсісом Кріком структури молекули ДНК, а також способу її трансляції і реплікації в клітині. [⇨]

## Терміни
У науковій літературі зустрічаються специфічні терміни, наприклад, термін клацаючий реплікатор (англ. clanking replicator) колись використовував Дрекслер, щоб відрізнити макромасштабні реплікаційні системи від мікроскопічних нанороботів або «асемблерів», які можуть стати можливими завдяки нанотехнологіям, але цей термін є неофіційним і рідко вживається іншими вченими в науково-популярних або технічних дискусіях. Реплікатори також називають «машинами фон Неймана», на честь Джона фон Неймана, який вперше ретельно дослідив цю ідею. Однак термін «машина фон Неймана» є менш конкретним і також відноситься до абсолютно не пов'язаної з комп'ютерною архітектурою, яку запропонував фон Нейман, тому його використання не рекомендується там, де важлива точність. Сам фон Нейман використовував термін «універсальний конструктор»| для опису таких машин, що самовідтворюються.
Історики верстатів[хто?], ще до ери ЧПК, іноді говорили, що верстати — це унікальний клас машин, оскільки «вони здатні відтворювати себе», копіюючи всі свої частини. У цих дискусіях малося на увазі, що людина має керувати процесами різання (а пізніше й плануванням і програмуванням верстатів), а потім збирати деталі. Те саме можна сказати і про RepRap — ще один клас машин, який іноді згадують у зв'язку з таким неавтономним «самовідтворенням».

## Історія
Загальна концепція штучних машин, здатних створювати свої копії, налічує щонайменше кілька сотень років. Першою згадкою є анекдот про філософа Рене Декарта, який запевняв королеву Швеції Христину, що тварини є лише ще однією з форм механічних автоматів, Її Величність вказала на годинник і сказала «подбати про те, щоб він давав потомство». Існує також кілька інших варіацій цього анекдоту.
Семюель Батлер у своєму романі «Идукін, або за межею» (англ. Erewhon: or, Over the Range) припустив, що машини вже здатні відтворювати себе, і саме людина змусила їх це робити, і додав, що «машини реплікують себе не за своїм типом».
У книзі Джорджа Еліота «Враження від Теофраста», збірці есе, які вона написала від імені вигаданого вченого Теофраста, в есе «Тіні прийдешньої раси» розмірковується про самовідтворювані машини, і Теофраст запитує: «Звідки мені знати, що вони [машини] не можуть бути врешті-решт створені для того, щоб змінювати умови для самозабезпечення, самовідновлення і врешті-решт самовідтворення? Або що вони самі по собі не зможуть еволюціонувати в умовах самозабезпечення, самовідтворення і самовідтворення?».
У 1802 році Вільям Пейлі сформулював перший відомий телеологічний аргумент, який описує машин, що відтворюють себе. Припустивши, що питання «Хто перший створив годинник?», стає неактуальним, якщо буде доведено, що годинник здатен відтворювати свою копію.
Наукове вивчення машин, що дублікують себе, було передбачене Джоном Берналом ще в 1929 році і математиком Стівеном Кліні, який почав розробляти теорію рекурсії в 1930 роках. Однак більша частина останньої роботи була мотивована інтересом до обробки інформації та алгоритмів, а не до фізичної реалізації такої системи. Протягом 1950 років було запропоновано кілька дедалі простіших механічних систем, здатних до самовідтворення, зокрема, Лайонелом Пенроузом.

### Кінематична модель фон Неймана
Детальний концепт самовідтворюваної машини вперше висунув математик Джон фон Нейман у лекціях, прочитаних у 1948 і 1949 роках, коли він запропонував кінематичну модель самовідтворюваних автоматів як уявний експеримент.
Концепція фізичної самовідтворюваної машини фон Неймана розглядалася абстрактно: гіпотетична машина використовувала «море» або «склад запасних частин» як джерело сировини. Машина мала програму, записану на стрічці пам'яті, яка наказувала їй діставати деталі з цього «моря» за допомогою маніпулятора, збирати їх у свою копію, а потім копіювати вміст своєї стрічки пам'яті в порожню копію.
За задумом, машина складалася лише з восьми різних типів компонентів: чотирьох логічних елементів, які надсилали та отримували стимули, і чотирьох механічних елементів, які забезпечували структурний каркас і мобільність. Хоча ця модель самовідтворюваної машини була якісно обґрунтованою, фон Нейман був незадоволений нею через складність її математичного аналізу. Натомість він розробив ще більш абстрактну модель самовідтворювача, засновану на клітинних автоматах. Його оригінальна кінематична концепція залишалася невідомою, доки її не популяризували у випуску журналу Scientific American за 1955 рік.
Метою теорії самовідтворюваних машин фон Неймна, як зазначалося в його лекціях в університеті Іллінойсу у 1949 році, було створення машини, складність якої могла б автоматично зростати подібно до біологічних організмів під дією природного добору. Він запитав, який поріг складності повинен бути перетнутий для того, щоб машини могли «еволюціонувати». Його відповіддю стала розробка абстрактної машини, яка б самовідтворювалася після запуску. Зокрема, його проэкт передбачає, що «відкрита еволюція» вимагає, щоб успадкована інформація копіювалася і передавалася нащадкам окремо від машини. Цікаво, що цей концепт передував відкриттю Джеймсом Ватсоном і Френсісом Кріком структури молекули ДНК і того, як вона окремо транслюється і реплікується в клітині..

### Штучні рослини Мура
У 1956 році математик Едвард Мур запропонував першу концепцію практичної самовідтворюваної машини, також опубліковану у Scientific American. «Штучні живі рослини» Мура були представлені як машини, що здатні використовувати повітря, воду і ґрунт як джерела сировини і отримувати енергію від сонячного світла за допомогою сонячної батареї або парового двигуна. Він обрав морське узбережжя як початкове середовище існування для таких машин, що давало б їм легкий доступ до хімічних речовин у морській воді. Також він припустив, що наступні покоління машин можуть бути спроєктовані так, щоб вільно плавати на поверхні океану як самовідтворюван фабричні баржі або бути розміщеними в безплідній пустельній місцевості, яка в іншому випадку була б непридатною для промислових цілей. самовідтворювані машини будуть «розбиратися» на складові частини, які людство зможе використовувати в інших машинах, що не відтворюють себе.

### Реплікаційні системи Дайсона
Наступним важливим розвитком концепції машин, що самовідтворюються, стала серія уявних експериментів, запропонованих фізиком Фріменом Дайсоном у його Вануксемській лекції 1970 року. Він запропонував три широкомасштабні застосування машин-реплікаторів. Перший — відправити самовідтворювану систему на супутник Сатурна — Енцелад, яка, окрім виробництва копій самої себе, була б також запрограмована на виробництво і запуск вантажних космічних кораблів на сонячних вітрилах. Ці космічні кораблі доправлятимуть брили льоду Енцелада на Марс, де їх можна буде використати для тераформування планети. Другою його пропозицією була система заводів на сонячних батареях, призначена для земних пустель, а третьою — «набір для промислового розвитку» на основі цього реплікатора, який можна було б продавати країнам, що розвиваються, щоб забезпечити їм стільки промислових потужностей, скільки вони захочуть. Коли Дайсон переглянув і перевидав свою лекцію в 1979 році, він додав пропозиції щодо модифікованої версії морських штучних живих рослин Мура, призначених для дистиляції та зберігання прісної води для використання людиною, а також «Астрокурки».

### Передова автоматизація для космічних місій
У 1980 році НАСА спільно з ASEE провело дослідження під назвою «Передова автоматизація для космічних місій» (англ. Advanced Automation for Space Missions) натхненне «Майстернею нових напрямків» (англ. New Directions Workshop) 1979 року, проведеним у Вудс-Гоул, для розробки концепції самовідтворюваних фабрик для видобування місячних ресурсів без необхідності запусків додаткових зондів або екіпажу. Дослідження проводилося в Університеті Санта-Клари і тривало з 23 червня по 29 серпня, а остаточний звіт був опублікований у 1982 році. Запропонована система могла б експоненціально збільшувати продуктивність, а її конструкцію можна було б модифікувати для створення самовідтворюваних зондів для дослідження галактики.
Основний проєкт включав у себе невеликі електричні вагонетки з комп'ютерним управлінням, що рухалися по рейках всередині заводу. Мобільні «асфальтоукладальники» (англ. paving machines) використовують великі параболічні дзеркала для фокусування сонячного світла на місячний реголіт, щоб розплавити і спекти його в тверду, придатну для забудови, поверхню. Роботизовані навантажувачі займаються видобутком корисних копалин з поверхні. Сирий місячний реголіт буде очищуватися різними методами, в першу чергу, вилуговуванням фтористоводневою кислотою. Великі транспортні засоби з різноманітними маніпуляторами та інструментами були запропоновані як конструктори, які б збирали нові фабрики з деталей і вузлів, вироблених їхніми попередниками.
Електроенергію забезпечував би «купол» із сонячних батарей, які б трималися на стовпах. Інша техніка буде розміщена під «куполом».
«Робот-ливарник» використовував би інструменти для скульптури та шаблони для виготовлення гіпсових виливниць. Гіпс був обраний тому, що з нього легко виготовляти форми, можна виготовити точні деталі з гарною обробкою поверхні, також гіпс можна легко переробити за допомогою печі (яка випарить воду). Робот відливатиме більшість деталей або з неелектропровідної розплавленої гірської породи (базальту), або з очищених металів. Для різання та зварювання була включена система вуглекислотного лазеру.
Для виробництва мікросхем для електро- та комп'ютерних систем, був запропонований більш дискусійну та складний проєкт фабрики. Але дослідники зазначили, що більш практичним рішенням може виявитися відправка мікросхем з Землі. Дослідження, проведене за підтримки Інституту передових концепцій НАСА у 2004, розвинуло цю ідею далі. Деякі експерти[хто?] починають розглядати можливість застосування самовідтворюваних машин для видобутку корисних копалин з астероїдів. Значна частина дослідження проєкту стосувалася хімічного аспекту переробки руд, а також питанням співвідношення необхідних елементів до наявної кількості у місячному реголіті, насамперед хлору, остільки він необхідний переробки реголіту на алюміній.

### «Ауксони» Лакнера-Вендта
У 1995 році, натхненні пропозицією Дайсона засіяти безлюдні пустелі Землі самовідтворюваними машинами для промислового розвитку, Клаус Лакнер і Крістофер Вендт розробили більш детальний план подібної системи. Вони запропонували колонію мобільних роботів розміром 10-30 см, що рухаються по сітці електрифікованих керамічних доріжок навколо стаціонарного виробничого обладнання та полів сонячних батарей.
Їх пропозиція не містила детального аналізу потреб системи, але описувала новий метод вилучення десяти найпоширеніших хімічних елементів (Na, Fe, Mg, Si, Ca, Ti, Al, C, O2 і H2), що містяться в сирому пустельному ґрунті, за допомогою високотемпературного карботермічного процесу. Цю пропозицію популяризував журнал «Discover», показавши опріснювальні установки на сонячних батареях, що використовується для іригації пустелі, в якій базується система.
Назва «Ауксони» (дав.-гр. αυξειν, латиніз. auxein) походить від давньогрецької мови і означає «зростати, збільшуватися».

## Сучасні роботи

### Дослідження самовідтворюваних систем в HIAC
У рамках дослідження «Прогресивна автоматизація для космічних місій» (англ. Advanced Automation for Space Missions) 1980 року Інститут передових концепцій НАСА розпочав кілька досліджень з проектування самовідтворюваних систем у 2002 і 2003 роках.
Було надано чотири гранти на першому етапі:
1. Год Ліпсон[en] (Корнелльський університет), «Autonomous Self-Extending Machines for Accelerating Space Exploration»[36].
2. Грегорі Скотт[en] (Університет Джонса Гопкінса), «Architecture for Unmanned Self-Replicating Lunar Factories[37].
3. Пол Тодд (Space Hardware Optimization Technology Inc), «Robotic Lunar Ecopoiesis»[b][38][39].
4. Тіхамер Тот-Феджел (General Dynamics), «Modeling Kinematic Cellular Automata: An Approach to Self-Replication»[40][41].

Дослідження сприяло розробці дизайну на основі клітинних автоматів. Також було зроблено висновок, що складність дизайну еквівалентна складності Pentium 4.

### Бутстрапінг самовідтворюваних фабрик у космосі
У 2012 році дослідники з NASA Мецгер, Мускателло, Мюллер і Мантовані запропонували підхід до створення самовідтворюваних фабрик у космосі за принципом «бутстрапінгу». Концепція базується на технології використання ресурсів in situ, яку NASA розробляє для колонізації Місяця та Марса.
Їхнє моделювання показало, що ця галузь може стати значно більшою, а головне — самодостатньою всього за 20—40 років, що дозволить глибше досліджувати космос.
У 2014 році Томас Каліл, працівник офісу науково-технічної політики Білого дому, опублікував у своєму блозі інтерв'ю з Мецгером. Інтерв'ю було присвячене «бутстрапінгу» цивілізацій Сонячної системи завдяки самовідтворюваній космічній індустрії. Каліл попросив громадськість подавати ідеї щодо того, як «уряд, приватний сектор, філантропи, дослідницька спільнота та оповідачі можуть сприяти досягненню цих цілей». Каліл пов'язав цю концепцію з тим, що колишній головний технолог НАСА Мейсон Пек назвав «Безмасовими дослідженнями», тобто можливістю будувати все у космосі без необхідності запускати все з Землі. Пек сказав: «…вся маса, яка нам потрібна для дослідження Сонячної системи, вже є в космосі. Просто вона не в тій формі».
У 2016 році Мецгер стверджував, що при загальній вартості (аванпосту та запуску галузі) близько третини космічного бюджету країн-учасниць Міжнародної космічної станції, ця галузь могла б бути започаткована астронавтами на аванпості на Місяці протягом кількох десятиліть і що ця промисловість вирішить енергетичні та екологічні проблеми Землі на додаток до забезпечення «безмассового дослідження».

### Нано-патерни зі штучної ДНК Нью-Йоркського університету
У 2011 році команда вчених з Нью-Йоркського університету створила структуру під назвою «ВПС» (вигнута потрійна спіраль, англ. «BTX», bent triple helix) на основі трьох молекул подвійної спіралі, кожна з яких зроблена з короткої нитки ДНК. Розглядаючи кожну групу з трьох подвійних спіралей як кодову літеру, вони можуть (в теорії) будувати самовідтворювані структури, які кодують значні обсяги інформації.

### Самовідтворення магнітних полімерів
У 2001 році Ярле Брейвік в Університеті Осло створив систему магнітних будівельних блоків, які у відповідь на коливання температури спонтанно утворюють самовідтворювані полімери.

### Самовідтворювані нейронні ланцюги
У 1968 році Зелліг Гарріс написав, що «метамова знаходиться в мові», припускаючи, що самовідтворення є частиною мови. У 1977 році Ніклаус Вірт формалізував це припущення, опублікувавши самовідтворювану детерміновану контекстно-вільну граматику. Додавши до неї ймовірності, Бертран дю Кастель у 2015 році опублікував самовідтворювану стохастичну граматику і наклав цю граматику на нейронні мережі, таким чином представивши модель нейронного ланцюга, що самовідтворюється.

### Гарвардський інститут Вісса
29 листопада 2021 року команда Гарвардський інститут Вісса створила перших живих роботів, здатних до розмноження.

## Самовідтворювані космічні апарати
Ідея автоматизованого космічного корабля, здатного будувати свої копії, вперше була запропонована в науковій літературі в 1974 році Майклом А. Арбібом, але концепція з'явилася раніше в науковій фантастиці, наприклад, в романі «Берсеркер» 1967 року Фреда Сейберхегена або в трилогії «Подорож космічного птаха» 1950 року Альфреда ван Вогта. Перший інженерний кількісний аналіз космічного апарата, що самовідтворюється, був опублікований у 1980 році Робертом Фрейтасом, в якому проєкт «Дедал» був модифікований, включивши всі необхідні підсистеми, для самовідтворення. Стратегія проєкту полягала в тому, щоб використовувати зонд для доставки «насіннєвої фабрики» у віддалене місце, щоб насіннєва фабрика відтворила там багато своїх копій для збільшення загальної виробничої потужності, а потім використати отриманий автоматизований промисловий комплекс для побудови нових зондів, кожен з яких мав би одну насіннєву фабрику на борту.

## Перспективи реалізації
Роль промислової автоматизації з плином часу збільшується, і вже деякі заводи почали наближатися до повного самозабезпечення, що наближає їх до самовідтворення.
Однак ці заводи навряд чи досягнуть «повного самозабезпечення», поки вартість і універсальність автоматизованих машин не зрівняється з вартістю і універсальністю людської праці, а виробництво необхідних запчастин і компонентів на місці не стане економічно вигіднішим, ніж транспортування їх з інших місць. Як зазначив Семюель Батлер в романі «Идукін», відтворення «частково самозабезпеченних» універсальних верстатобудівних заводів уже можливе. Але законодавче регулювання цієї галузі має піклуватись про безпеку; і системи, яким бракує контролю, матерії, або електроенергії, можуть бути обмежені в майбутніх розробках.
Повноцінні самовідтворювані машини є даже корисними для видобутку ресурсів у небезпечних середовищах (до яких не мають доступу наявні транспортні системи, наприклад, космосу).
Штучний самореплікатор можна вважати однією з форм штучного життя. Залежно від конструкції, він може еволюціонувати протягом тривалого періоду часу. Однак, з надійною корекцією помилок і можливістю зовнішнього втручання, поширений науково-фантастичний сценарій того, що штучне життя, вийде з-під контролю, залишатиметься вкрай малоймовірним в найближчому майбутньому.

## Додаткові джерела
- Colvin, Fred H. (1947). Sixty Years with Men and Machines [60 років з Людьми й Машинами]. Bradley, IL: Lindsay Publications. ISBN 978-0-917914-86-7.
- Sipper, Moshe (1998). Fifty Years of Research on Self-Replication: An Overview [50 років досліджень самовідтворення: Загальний огляд]. Artificial Life (англ.). MIT Press. 4 (3): 237—257. doi:10.1162/106454698568576. ISSN 1064-5462.
- Фрімен Дайсон доповнив свою біотехнологічну теорію й теорію автоматів Неймана. Див. «Астрокурка»[en].
- Перше дослідження технічного дизайну самовідтворюваного міжзоряного зонда було опубліковано в статті 1980 року (англ.) Роберта Фрейтаса[en].
- У четвертому розділі книги К. Еріка Дрекслера «Машини творення» 1986 року також коротко згадуються клацаючі реплікатори.
- У журналі «Discover» за жовтень 1995 року, стаття про систему клацаючих реплікаторів, в якій розповідалося про ліси сонячних батарей, що живили опріснювальне обладнання для зрошення землі.
- У 1995 році Нік Сабо запропонував створити великомасштабний реплікатор з наборів роботів Lego™ та подібних базових деталей. Сабо писав, що цей підхід був простішим, ніж попередні пропозиції щодо великомасштабних реплікаторів, але правильно передбачив, що навіть цей метод не призведе до створення великомасштабного реплікатора протягом десяти років.
- У 1998 році в спільноті sci.nanotech Кріс Фенікс[en] запропонував ідею макромасштабного реплікатора, який працював би в резервуарі з рідким пластиком, затверділим в ультрафіолеті, та селективно тверднув, утворюючи тверді деталі. Обчислення можна було б здійснювати за допомогою флюїдної логіки[en]. Енергію для процесу можна отримувати від джерела рідини під тиском.
- У 2001 році у своїй книзі «Майбутня еволюція»[en] Пітер Ворд[en] згадує про втечу реплікатора, що знищує людську расу.
- У 2004 році General Dynamics завершила дослідження для Інституту передових концепцій NASA. Було зроблено висновок, що складність конструкції еквівалентна складності Pentium 4, і запропоновано конструкцію, засновану на клітинних автоматах.
- У 2004 році Роберт Фрейтас і Ральф Меркл опублікували перший всебічний огляд галузі самовідтворення у своїй книзі «Кінематичні самовідтворювані машини», яка містить понад 3000 посилань.
- У 2005 році Адріан Боуер[en] з Університету Бата[en] започаткував проект RepRap, щоб розробити машину для швидкого створення прототипів, яка могла б сама себе відтворювати, роблячи такі машини досить дешевими, щоб люди могли їх купувати і використовувати вдома. Проект випускає свої матеріали під ліцензією GNU GPL.
- У 2015 році успіхи в дослідженнях графену і силіцену дозволили припустити, що вони можуть стати основою нейронної мережі з щільністю, близької до людського мозку. Якщо їх інтегрувати з нанорозмірними процесорами на основі карбіду кремнію, що містять мемристори. Джерелом живлення може стати сонячна чи радіоізотопна енергія, оскільки нові сполуки на рідкій основі можуть створити велику кількість енергії, використовуючи радіоактивний розпад.

### Загальні примітки
1. ↑  Кочерга О.Д.; Мейнарович Є.В. (2010). Англійсько-українсько-англійський словник наукової мови. Фізика та споріднені науки. Частина II. Вінниця: Нова Книга. ISBN 978-966-382-243-3. Процитовано 4 березня 2023.
2. 1 2 3  Фрейтас, Роберт; Меркл, Ральф (2004). Kinematic Self-Replicating Machines [Кінематичні самовідтворювальні машини] (англ.). Джорджтаун, штат Техас: Landes Bioscience[en]. ISBN 978-1-57059-690-2. Архів оригіналу за 26 жовтня 2022. Процитовано 23 січня 2023.
3. ↑  3.11 Freitas Interstellar Probe Replicator (1979-1980). Molecularassembler.com. 1 серпня 2005. Процитовано 16 вересня 2009.
4. 1 2 3  Rocha, Luis M. (1998). Selected self-organization and the semiotics of evolutionary systems [Приклади самоорганізації та семіотика еволюційних систем]. Evolutionary Systems (англ.). Springer: 341—358. doi:10.1007/978-94-017-1510-2_25. ISBN 978-90-481-5103-5.
5. 1 2 3  Brenner, Sydney (лютий 2012). Life's code script. Nature (англ.). 482 (7386): 461—461. doi:10.1038/482461a. ISSN 1476-4687. PMID 22358811. Процитовано 23 січня 2023.
6. ↑  Бьоттіґер, Гельмут [німецькою] (26 вересня 2011). Der Philosoph — Die technische Keimzelle [Філософ — технічне ядро]. У Rabenseifner, Adolf (ред.). Konrad Zuse: Erfinder, Unternehmer, Philosoph und Künstler [Конрад Цузе: винахідник, підприємець, філософ і художник] (нім.) (вид. 1). Петерсберг, Німеччина: Michael Imhof Verlag[de]. с. 69—75. ISBN 978-3-86568-743-2.
7. ↑  Йебіш, Нора (2016). Selbstreproduzierende Maschinen: Konrad Zuses Montagestraße SRS 72 und ihr Kontext [Самовідтворювальна машина: складальна лінія SRS-72 Конрада Цузе та її контекст] (Дисертація). Дослідження  (нім.). Вісбаден, Німеччина: Springer Vieweg[de] та Springer Fachmedien Wiesbaden[de]. doi:10.1007/978-3-658-12942-2. ISBN 978-3-658-12942-2. Процитовано 23 січня 2023. (272+4 сторінок)
8. ↑  3.11 Freitas Interstellar Probe Replicator (1979-1980). Molecularassembler.com (англ.). 01 серпень 2005. Архів оригіналу за 15 серпня 2021. Процитовано 23 січня 2023.
9. ↑  Drexler, K. Eric (1986). Engines of Abundance (Chapter 4) Clanking Replicators [Машини добробуту (Розділ 4) Клацаючі реплікатори]. Engines of Creation. Архів оригіналу за 7 серпня 2011. Процитовано 30 січня 2023. [Архівовано 2011-08-07 у Wayback Machine.]
10. ↑  Colvin, 1947, с. 6—7
11. ↑  Sipper, Moshe; Reggia, James A. (серпень 2001). Go Forth and Replicate [Вперед і відтворюйся]. Scientific American (англ.). 285 (2): 34—43. doi:10.1038/scientificamerican0801-34. ISSN 0036-8733. PMID 11478000.
12. ↑  Robert A. Freitas Jr.; Ralph C. Merkle (2004). Kinematic Self-Replicating Machines. Landes Bioscience. с. 5.
13. ↑  George Eliot. Impressions of Theophrastus Such, Chapter 17, Shadows of the Coming Race. online-literature.com. Процитовано 24 січень 2023.
14. ↑  Robert A. Freitas Jr.; Ralph C. Merkle (2004). Kinematic Self-Replicating Machines [Кінематичні самовідтворювальні машини]. Landes Bioscience. с. 11.
15. ↑  Paley, William (1802). Chapter i, Section 1. Natural Theology: or Evidences of the Existence and Attributes of the Deity, Collected from the Appearances of Nature [Природне богослов'я: або Докази існування та атрибутів Божества, зібрані з явищ природи]. E. Goodale. ISBN 978-0-576-29166-8.
16. ↑  Hull, David L.; Ruse, Michael (1998). The philosophy of biology [Філософія біології] (англ.). Нью Йорк: Oxford University Press. ISBN 978-0-19-875213-4. LCCN 97036921. Процитовано 24 січня 2023.
17. ↑  Lenski, RE (15 листопада 2001). Twice as natural [Вдвічі натуральніше]. Nature (англ.). 414 (6861): 255. Bibcode:2001Natur.414..255L. doi:10.1038/35104715. PMID 11713507. {{cite journal}}: |access-date= вимагає |url= (довідка)
18. ↑  Bernal, John Desmond (1929). The World, the Flesh and the Devil: An Enquiry into the Future of the Three Enemies of the Rational Soul [Світ, плоть і диявол: Дослідження про майбутнє трьох ворогів розумної душі].
19. ↑  Robert A. Freitas Jr.; Ralph C. Merkle (2004). Kinematic Self-Replicating Machines [Кінематичні самовідтворювальні машини]. Landes Bioscience. с. 14.
20. ↑  Lionel Penrose (червень 1959). Self-reproducing machines [Самовідтворювальні машини] (PDF) (англ.) (200). Scientific American: 105—114. Процитовано 24 січня 2023.
21. ↑  David Emmite; James A. Reggia; Moshe Sipper (1 лютого 2008). Go Forth and Replicate [Вперед і відтворюйся]. Scientific American (англ.). Процитовано 24 січня 2023.
22. ↑  Von Neumann, John; Burks, Arthur W. (Arthur Walter) (1966). Theory of self-reproducing automata [Теорія самовідтворюваних автоматів] (англ.). Urbana, University of Illinois Press.
23. ↑  Robert A. Freitas; Jr.Ralph C. Merkle (2004). Kinematic Self-Replicating Machines [Кінематичні самовідтворювальні машини]. www.molecularassembler.com (англ.). Архів оригіналу за 24 січня 2023. Процитовано 26 січня 2023.
24. ↑  Robert A. Freitas; Jr.Ralph C. Merkle (2004). The Cellular Automaton (CA) Model of Machine Replication [Модель клітинного автомата (КА) для машинної реплікації]. www.molecularassembler.com (англ.). Архів оригіналу за 24 січня 2023. Процитовано 26 січня 2023.
25. ↑  Kemeny, John G. (квітня 1955). Man Viewed as a Machine. Scientific American. 192 (4): 58—67. Bibcode:1955SciAm.192d..58K. doi:10.1038/scientificamerican0455-58.
26. ↑  Moore, Edward F. (жовтня 1956). Artificial Living Plants [Штучні живі рослини]. Scientific American (англ.). 195 (4): 118—126. Bibcode:bibcode=1956SciAm.195d.118M. doi:10.1038/scientificamerican1056-118. {{cite journal}}: Перевірте довжину |bibcode= (довідка); Пропущено вертикальну риску в: |bibcode= (довідка)
27. ↑  Moore Artificial Living Plants. www.molecularassembler.com (англ.). 1956. Архів оригіналу за 23 січня 2023. Процитовано 26 січня 2023.
28. ↑  Freeman J. Dyson. The Twenty-First Century [Двадцять перше століття] (Vanuxem Lecture) (англ.). Princeton University. {{cite book}}: |format= вимагає |url= (довідка)
29. ↑  Freeman J. Dyson (1 серпня 2005). 3.6 Dyson Terraforming Replicators (1970, 1979) [Реплікатори тераформування Дайсона]. www.molecularassembler.com (англ.). Архів оригіналу за 23 січня 2023. Процитовано 26 січня 2023.
30. ↑  Freeman J. Dyson (1979). Disturbing the universe [Потривожити Всесвіт] (англ.) (вид. 1st). New York: Harper & Row. с. 194–204. ISBN 978-0-465-01677-8. Процитовано 26 січня 2023.
31. ↑  Freitas, Robert (1982). Gilbreath, William P. (ред.). Advanced Automation for Space Missions. Процитовано 27 січня 2023. NASA Conference Publication CP-2255 (N83-15348)
32. ↑  Toth-Fejel, Tihamer (2004). Modeling Kinematic Cellular Automata: An Approach to Self-Replication [Моделювання кінематичних Клітинних Автоматів: підхід до самовідтворення]. NASA Institute for Advanced Concepts.{{cite web}}:  Обслуговування CS1: Сторінки з параметром url-status, але без параметра archive-url (посилання)
33. ↑  Lackner, Klaus S.; Christopher H. Wendt (1995). Exponential growth of large self-replicating machine systems. Mathl. Comput. Modelling. 21 (10): 55—81. doi:10.1016/0895-7177(95)00071-9.
34. ↑  Lackner, Klaus S., and Wendt, Christopher H., «Self-reproducing machine systems for global scale projects» [«Самовідтворювані машинні системи для проектів глобального масштабу»], Document LA-UR-93-2886, 4th International Conference and Exposition on Engineering, Construction and Operations in Space/Conference and Exposition/Demonstrations on Robotic for Challenging Environments, Albuquerque, New Mexico, 26 February — 3 March 1994
35. ↑  Lackner-Wendt Auxon Replicators (1995). Molecularassembler.com. 1 серпня 2005. Процитовано 27 січня 2023.
36. ↑  Lipson, Hod; Evan Malone. Autonomous Self-Extending Machines for Accelerating Space Exploration (PDF). Процитовано 27 січня 2023.
37. ↑  Chirikjian, Gregory S. (26 квітня 2004). An Architecture for Self-Replicating Lunar Factories (PDF). Процитовано 27 січня 2023.
38. ↑  Todd, Paul (30 квітня 2004). Final Progress Report on Robotic Lunar Ecopoiesis Test Bed [Фінальний звіт щодо роботизованого стенда для екопоезису Місяця] (PDF). Процитовано 27 січня 2023. (перша фраза)
39. ↑  Todd, Paul (6 липня 2006). Robotic Lunar Ecopoiesis Test Bed [Роботизований стенд для екзопису Місяця] (PDF). Процитовано 27 січня 2023. (друга фраза)
40. ↑  Toth-Fejel, Tihamer; Robert Freitas; Matt Moses (30 квітня 2004). Modeling Kinematic Cellular Automata (PDF). Процитовано 27 січня 2023.
41. ↑  Toth-Fejel Kinematic Cellular Automata. Molecularassembler.com. 2003—2004. Процитовано 27 січня 2023.
42. ↑  Metzger, Philip; Muscatello, Anthony; Mueller, Robert; Mantovani, James (січень 2013). Affordable, Rapid Bootstrapping of the Space Industry and Solar System Civilization [Доступний, швидкий бустрапінг космічної індустрії та цивілізації сонячної системи]. Journal of Aerospace Engineering (англ.). 26 (1): 18—29. arXiv:1612.03238. doi:10.1061/(ASCE)AS.1943-5525.0000236. S2CID 53336745.
43. ↑  Bootstrapping a Solar System Civilization. whitehouse.gov. 14 жовтня 2014. Процитовано 1 лютого 2023 — через Національне управління архівів та документації.
44. ↑  Wernick, Adam (15 січня 2015). Exciting new ideas in space technology are getting short-changed by Congress. PRI.org. Процитовано 9 грудня 2016.
45. ↑  Metzger, Philip (August 2016). Space Development and Space Science Together, an Historic Opportunity. Space Policy (англ.). 37 issue=2: 77—91. arXiv:1609.00737. Bibcode:2016SpPol..37...77M. doi:10.1016/j.spacepol.2016.08.004. S2CID 118612272. {{cite journal}}: Пропущено вертикальну риску в: |volume= (довідка)
46. ↑  Self-Replication Process Holds Promise for Production of New Materials [Метод самовідтворення є перспективним для створення нових матеріалів]. Science Daily. 17 жовтня 2011. Процитовано 14 жовтня 2011.
47. ↑  Wang, Tong; Sha, Ruojie; Dreyfus, Rémi; Leunissen, Mirjam E.; Maass, Corinna; Pine, David J.; Chaikin, Paul M.; Seeman, Nadrian C. (2011). Self-replication of information-bearing nanoscale patterns [Самовідтворення інформаційновмісних нанорозмірних паттернів]. Nature. 478 (7368): 225—228. Bibcode:2011Natur.478..225W. doi:10.1038/nature10500. PMC 3192504. PMID 21993758.
48. ↑  Breivik, Jarle (2001). Self-Organization of Template-Replicating Polymers and the Spontaneous Rise of Genetic Information [Самозбірка полімерів, що реплікуються за шаблоном, та спонтанне виникнення генетичної інформації]. Entropy. Entroy. 3 (4): 273—279. Bibcode:2001Entrp...3..273B. doi:10.3390/e3040273.
49. ↑  Harris, Zellig (1968). Mathematical Structures of Language [Математична структура мови]. New York, NY: John Wiley and Son. с. 17.
50. ↑  Wirth, Niklaus (1977). What can we do about the unnecessary diversity of notation for syntactic definitions? [Що ми можемо зробити з надмірним розмаїттям позначень для синтаксичних дефініцій?]. Commun. ACM. 20 (11): 822—823. doi:10.1145/359863.359883. S2CID 35182224.
51. ↑  du Castel, Bertrand (15 липня 2015). Pattern activation/recognition theory of mind [Патерн активації/розпізнавання теорії розуму]. Frontiers in Computational Neuroscience. 9: 90. doi:10.3389/fncom.2015.00090. ISSN 1662-5188. PMC 4502584. PMID 26236228.
52. ↑  Team builds first living robots—that can reproduce [Команда створює перших живих роботів, що можуть розмножуватися]. 29 листопада 2021. Процитовано 27 січня 2023.
53. ↑  Freitas Interstellar Probe Replicator [Реплікатор міжзоряного зонда Фрейтаса]. Molecularassembler.com. 1 серпня 2005. Процитовано 29 січня 2023.
54. ↑  Arbib, Michael A. (1974). Cyril Ponnamperuma, A. G. W. Cameron (ред.). The Likelihood of the Evolution of Communicating Intelligences on Other Planets. Boston: Houghton Mifflin Company. с. 59—78. {{cite book}}: Проігноровано |work= (довідка)
55. ↑  Freitas, Robert A. Jr. (July 1980). A Self-Reproducing Interstellar Probe. Журнал Британського міжпланетного товариства[en]. 33: 251—264. Bibcode:1980JBIS...33..251F. Процитовано 1 жовтня 2008.
56. ↑  Self-Replicating Automated Industrial Factory (1973-present) [Самореплікуєма автоматизована індустріальна фабрика (1973-донині)]. Molecularassembler.com. 1 серпня 2005. Процитовано 30 січня 2023.
57. ↑  Closure Theory and Closure Engineering. Molecularassembler.com. 1 серпня 2005. Процитовано 30 січня 2023.
58. ↑  Evolvability [Здатність еволюціонувати]. Molecularassembler.com. 1 серпня 2005. Процитовано 30 січня 2023.
59. ↑  Replicators and Public Safety [Реплікатори та громадська безпека]. Molecularassembler.com. Процитовано 30 січня 2023.